# Алше

Алше, Алзи (хуррит. Алже; хет. Алше; аккад. Алзи; урарт. Алзи(ни), Азира(ни)) — хурритско-лувийское государство на Армянском нагорье. Алше находилось в верховьях реки Тигр и далее на восток, в долине р. Арацани (Мурат-су). Впоследствии здесь располагалась античная историческая область Арзанена (армян. Алдзник (Агдзник)) Великой Армении. Теперь эта территория, примерно совпадает с современным турецким илом Элязыг. История Алзи известна из хеттских, ассирийских и урартских источников.

## История
В кон. III — нач. II тыс. до н. э. на Армянском нагорье существовал ряд независимых хурритских и лувийских государств (по терминологии аккадцев — «шубарейских»), среди которых было и царство Алзи (Алше). В XVII в. до н. э. Алзи, видимо, стало вассалом могущественного Хеттского царства. В начале XVI в. до н. э. Алзи, наряду с царством Кумми стало основой Митаннийской державы. Однако в XIV в. до н. э., в процессе упадка Митанни, Алзи участвовало в дележе митаннийского наследства наряду с Ассирией. Алзи добилось определенных внешнеполитических успехов: по-видимому, Алзи достались области нижней части долины верхнего Евфрата и предгорья Армянского Тавра по левому берегу Тигра. Однако в борьбе с хеттами Алзи было вынуждено признать вместе с Митанни зависимость от  Суппилулиумаса I (ок. 1380—1334). Затем, с упадком могущества хеттов, Алзи стало самостоятельным.
Немного позднее, в XIII в. до н. э., царство Алзи подпало под власть Ассирии. Начало этому было положено когда Алзи, среди других побежденных шубарейских государств нагорья, стало вассалом ассирийского царя Салманасара I (ок. 1274—1244). Затем шубарейские страны, соединившись, восстали против Ассирии и прекратили уплату дани. Об этом, о новых победах над шубарейцами, и о наложении на них снова дани сообщается в надписях его сына царя Тукульти-Нинурты I (ок. 1244—1207).
В царской надписи Tn Тукульти-Нинурты I, в частности, говорится: «Вся страна Шубари, все пространство гор Кашияри, вплоть до страны Алзи, которые раньше, в правление Шульмануашареда, царя вселенной, моего отца, взбунтовались и прекратили (уплату) дани, соединились друг с другом. Я взмолился к богу Ашшуру и великим богам, господам моим, и двинулся на горы Кашияри. (Словно) в круг я заключил страну Шубари, страну Алзи и их союзных царей. <...> Я завоевал четыре мощные столицы Эхлитешшуба, царя страны Алзи, (и) шесть крепостей страны Амадани. Пленных и имущество вывез я оттуда, привез в мой город Ашшур. Эхлитешшуб, царь страны Алзи, из-за сильного страха передо мной, бросился и, вместе со своими придворными и сыновьями кинул всю свою страну, убежал тайно на (самую) границу Наири, в край неведомый. Остаток их войска, что бежал в разгар боя, устрашившись свирепости моего побоища, устремился в крутые горы, чтобы спасти свою жизнь. 180 их крепостей я разрушил, опустошил, сжег, обратил в холмы и развалины. (Все) пределы стран Алзи, Амадани, Нихани, Алайа, Тепурзи и Пурулимзи я присоединил к моей стране. Я взял у них заложников, покорил (их) себе под ноги и наложил на них дань» (См.: История Древнего Востока: Тексты и док.: Учеб. пособие для студентов вузов... / Под ред. В.И. Кузищина. — М.: Высш. шк., 2002. — С. 249).
После ослабления Ассирии, примерно до 1220—1200 гг. до н. э., Алзи (Алше) было вновь вассалом Хеттской державы. Но около 1165 г. до н. э., племена мушков (фрако-фригийские племена), разгромившие до этого хеттов, перешли Евфрат и, углубившись в долину р. Арацани, заняли страны Алзи и Пурукуззи.
Позднее, в IX - VIII веках до н. э., Алзи входило в состав стран Наири, среди которых постепенно возвысилось Урарту. Постепенно Урарту подчинилось и Алзи. В это же время известны и ассирийские походы на нагорье Наири. Так Ададнерари II четырежды ходил на страны Наири, в том числе и на Алзи. Поскольку через Алзи пролегал важный стратегических путь через горы именно этот проход использовал Салманасар III (859—824) в 856 году в его кампании против Урарту. Окончательно Алзи (Алзини), видимо, было завоевано урартским царем Менуа (ок. 810—786). Об этом упомянуто в его надписи, составленной примерно после 799 г. до н. э. (УКН 28. С. 151). Известно также, что во время правления ассирийского царя Саргона II (722—705) Алзи управлял урартский чиновник по имени Сиплиа.
Современные историки предполагают, что начало армянской государственности уходят в глубь истории - не только в эпоху падения Урарту и Ассирии, но и ранее. В качестве одного из очагов армянской государственности можно рассматривать и хурритско-лувийское-мушкское царство Алзи, существовавшее в XII—VIII вв. до н. э. На окружавшей его территории Армянского нагорья в конце II тыс. до н. э. — VI в. до н. э., в хурритских, урартских, лувийских и мушкских государствах, проходили сложные процессы этногенеза взаимодействия различных племен и народов. Впоследствии эти различные этнические группы влились в состав собственно армян.
Страна Арме (Армэ) возглавила территориальный союз, в который входило и какое-то региональное «царство» мушков, «страны» Ишува, Шуприа, Алше, Пурулумзи и ряд других. Этому союзу удалось объединить некоторые мелкие страны и народы Армянского нагорья в одну политическую единицу. Предположительно, союз, возглавляемый страной Армэ, в период ослабления Урарту получил возможность перехватить его политическое наследие. Слияние различных народов, арминов и мушков (первоначально в территориальном союзе, на юге Урарту), было важным фактором, приведшем к созданию на хурритско-урартском субстрате господствующего индоевропейского языка - будущего армянского.

## Цари Алзи
Известны немногие имена царей Алзи (Алше, Алзии/Хурри; кон. III тыс. до н. э. — 739 г. до н. э.):
- Андаратлис (Андарадле) (вассал царя хеттов Суппилулиумы I);
- Эхли-Тешшуб (побежден ассирийским царем Тукульти-Нинуртой I).